# Joubertophyllodes
Joubertophyllodes är ett släkte av spindeldjur som beskrevs av Ateyo och Jean Gaud 1971. Joubertophyllodes ingår i familjen Proctophyllodidae.
Släktet innehåller bara arten Joubertophyllodes modularis.